# Senostoma commune
Senostoma commune är en tvåvingeart som först beskrevs av Malloch 1930.  Senostoma commune ingår i släktet Senostoma och familjen parasitflugor. Inga underarter finns listade i Catalogue of Life.